# 孟嘉·洛藏图旦加措
孟嘉·洛藏图旦加措（？—）民族及籍贯不详，第七世（计追认）孟嘉活佛。

## 生平
孟嘉活佛是位于青海省湟中县的藏传佛教格鲁派著名寺院塔尔寺的活佛系统之一。第七世孟嘉活佛是塔尔寺管理委员会委员。孟嘉活佛的府邸是塔尔寺拉才夏冬巷25号孟嘉院。
2006年6月30日，他在接受采访时表示：“青藏铁路开通，对中国来说是一件大事，对青海，对西藏来说是一件好事。”
2008年春节前夕，塔尔寺的夏格日活佛、孟嘉活佛及塔尔寺民管会前热副主任一行来到青海省消防总队机关为消防官兵拜年。